# Oconomowoc
Oconomowoc è un comune degli Stati Uniti d'America, situato nello Stato del Wisconsin, nella Contea di Waukesha.